# Frans Brüggen
Frans Brüggen, född 30 oktober 1934 i Amsterdam, död 13 augusti 2014 i Amsterdam, var en nederländsk dirigent och blockflöjtist.